# Ernest-Gonthier de Schleswig-Holstein
Ernest-Gonthier de Schleswig-Holstein (en allemand : Ernst Günther zu Schleswig-Holstein), né le 11 août 1863 à Dolzig, mort le 22 février 1921 à Primkenau, duc titulaire de Schleswig-Holstein de 1880 à 1921, est un général de cavalerie de l'armée impériale allemande, un membre de la chambre des seigneurs de Prusse et le beau-frère du dernier empereur allemand Guillaume II.

## Biographie
Ernest-Gonthier de Schleswig-Holstein appartient à la première branche de la Maison de Schleswig-Holstein-Sonderbourg issue de la première branche de la Maison d'Oldenbourg. Cette lignée s'éteint en 1931 à la mort d'Albert de Schleswig-Holstein.
Il est le fils de Frédéric-Auguste de Schleswig-Holstein-Sonderbourg-Augustenbourg et d'Adélaïde de Hohenlohe-Langenbourg, nièce utérine de la reine Victoria du Royaume-Uni.
En 1881, sa sœur Augusta-Victoria épouse le prince Guillaume de Prusse, futur empereur allemand Guillaume II.
En 1884, il est membre de la fraternité étudiante allemande Corps Borussia Bonn.
En 1890, il intègre l'État-major allemand et est nommé capitaine en 1891, puis major en 1895, progressant dans la hiérarchie militaire jusqu'à atteindre le rang de général au sein de la cavalerie impériale, avec la faveur de l'empereur.
Il est par ailleurs membre de la chambre haute des seigneurs de Prusse jusqu'à la chute de l'Empire en 1918.

## Vie personnelle
En 1892, il fait la connaissance de la princesse Hélène d'Orléans, fille du prétendant royaliste au trône de France et sœur de la reine du Portugal, Amélie d'Orléans, à l'occasion d'un voyage en Egypte. Charmé, il doit cependant renoncer à l'épouser sous la pression de sa sœur, Augusta-Victoria, qui n'accepte pas ce mariage avec une princesse catholique.
En 1896, sa liaison avec la baronne Johanna von Spitzemberg (1877-1960), fille de la salonnière Hildegard von Spitzemberg et nièce du diplomate Axel von Varnbüler, fait scandale à la Cour impériale allemande quand il demande l'autorisation de l'épouser à son suzerain et beau-frère l'empereur Guillaume II. Ce dernier la lui refuse catégoriquement et la jeune baronne épousera plus tard le diplomate Hans von Wangenheim.
Le 2 août 1898, il épouse Dorothée de Saxe-Cobourg-Gotha (1881-1967), fille de Philippe de Saxe-Cobourg-Gotha et de la princesse Louise de Belgique et petite-fille du roi des Belges Léopold II.
Il hérite de son père le titre de duc titulaire de Schleswig-Holstein. N'ayant pas d'enfant, son cousin Albert de Schleswig-Holstein lui succède.